# Grunt! - La clava è uguale per tutti
Grunt! - La clava è uguale per tutti è un film italiano del 1983 diretto da Andy Luotto.

## Trama
In piena preistoria un uovo elettrificato da un fulmine piove dal cielo su una tribù di cavernicoli. Gli ingenui abitanti del passato lo ritengono dotato di poteri magici e per questo lo custodiscono gelosamente venerandolo come un Dio. L'uovo viene trafugato da una tribù rivale e cinque uomini decidono di partire alla sua ricerca. Il gruppo riesce a trovarlo ma, nella battaglia che nasce tra le due tribù per il possesso dell'idolo, questo cade in acqua perdendo tutte le sue virtù magiche.

## Produzione

### Cast
Il film segna l'esordio alla regia di Andy Luotto e di due giovani Giorgio Faletti e Sergio Vastano. Del cast fanno parte altri caratteristi del cinema di genere italiano come Roberto Della Casa, Gianni Ciardo e Franco Caracciolo.

## Accoglienza

### Critica
Il film, sorta di parodia de La guerra del fuoco di Jean-Jacques Annaud, e di 2001: Odissea nello spazio di Stanley Kubrick, è considerato come uno dei punti più bassi della storia del cinema italiano secondo i dizionari del cinema Farinotti e Morandini.